# Charles Lebayle
Charles Lebayle, né à Paris le 28 mai 1856 et mort le 22 janvier 1898 dans le 15e arrondissement de Paris, est un artiste peintre et dessinateur français.

## Biographie
Fils d'un décorateur en devanture de magasin, Charles Lebayle, âgé de quatorze ans, commence par suivre les cours du soir de l’École des arts décoratifs (la petite école), devient l'élève du sculpteur Aimé Millet, et se lie d'amitié avec Henri Carot.
Son père meurt, Charles devient alors chargé de famille, et tente de continuer l'entreprise de son père mais fait faillite.
Il débute au Salon de 1877 et embrasse l'art du vitrail grâce aux conseils de son ami Carot.
Il réussit le concours de l'École des beaux-arts de Paris en 1879, après avoir suivi les cours publics d'Adolphe Yvon et se tourne vers la peinture, art pour lequel il fut très tôt remarqué. Il réside 7, rue Alain-Chartier.

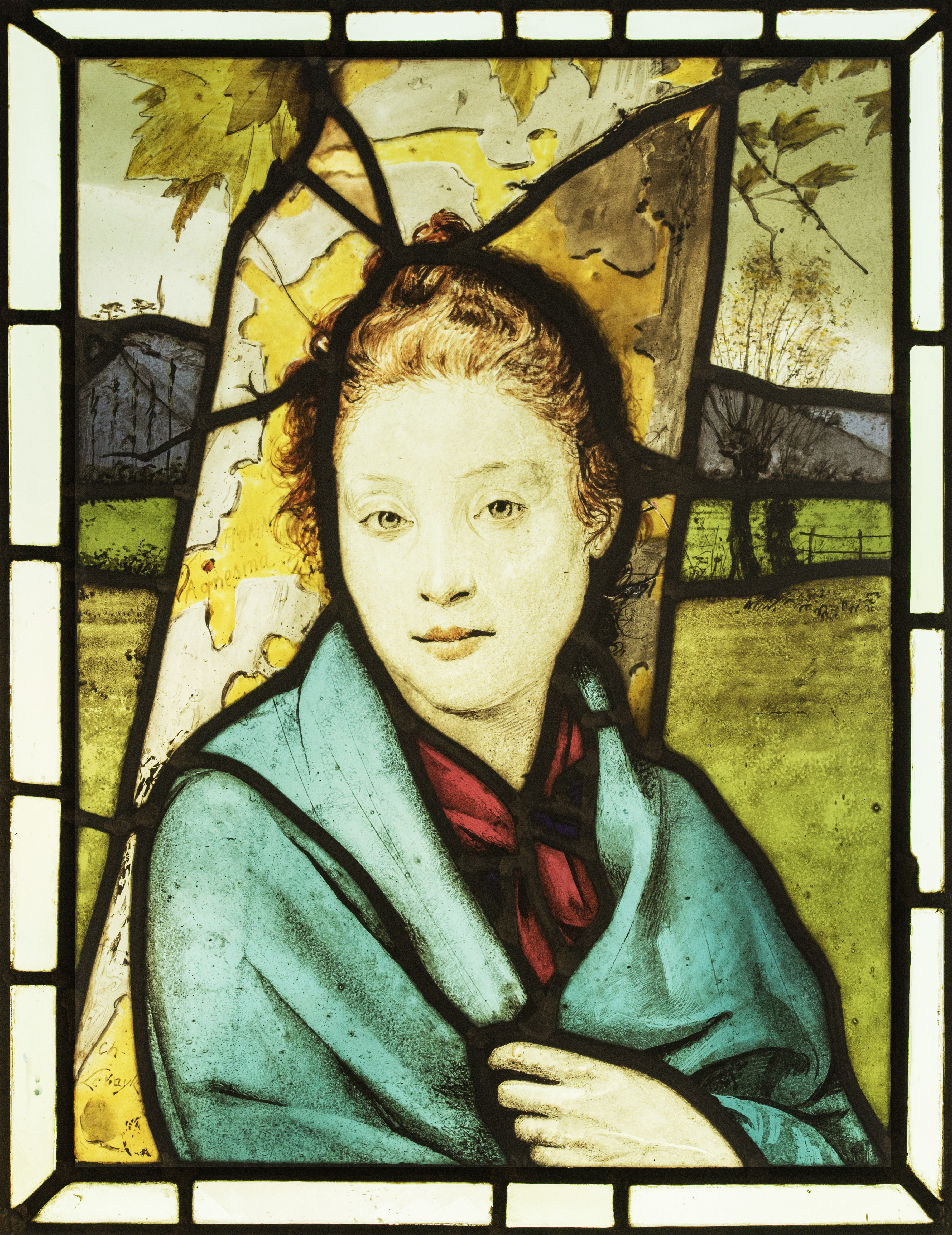
« Agnesina » (Agnès de Rome), vitrail de Charles Lebayle. 62 × 46 cm.

En 1885, il exécute avec Charles Leprévost la verrière figurée de la Vie de la Vierge, d'après des cartons de Lucien Magne et de François-Émile Ehrmann, pour la Cathédrale Saint-Lazare d'Autun. Il peint également le projet du vitrail d'honneur de la mairie de Vannes, exécuté par Charles Champigneulle.
En 1886, il décroche le premier grand prix de Rome en peinture avec Claude proclamé empereur et part deux ans en résidence à la villa Medicis. Il fait le portrait du jeune peintre Louis-Jules Dumoulin et de son épouse. Le Musée Hébert possède trois photographies sur plaque de verre de Lebayle peignant une fresque, sur les murs de la villa, intitulée La mer et le berger (1888).

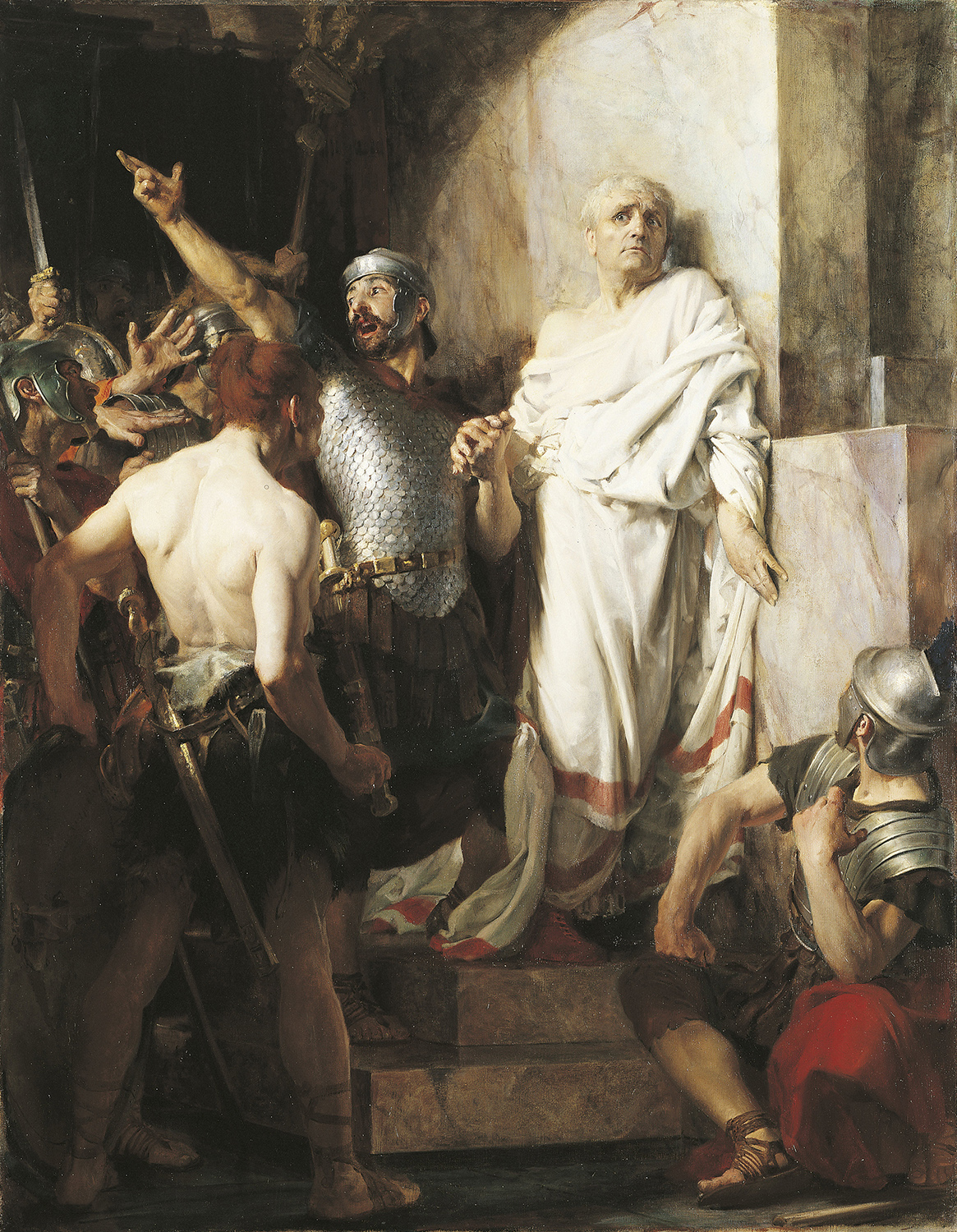
Claude proclamé empereur

Aucune de ses toiles issues de son séjour italien n'est achetée par l’État : Lebayle en est affecté. Il perd ensuite sa sœur et sa mère.
Il se rend alors à Lyon dans les ateliers de Lucien Bégule et conçoit les dessins des vitraux de l'hôpital de la Charité. Un autre dessin a servi au carton d'un vitrail de la collégiale Saint-Martin de Montmorency.
Après avoir essayé de relancer une entreprise de peintre-verrier et de faire reconnaître, avec d'autres, la peinture sur verre, il met fin à ses jours dans son atelier en se tirant une balle dans le cœur en 1898,, laissant sa veuve continuer l'affaire.
Deux portraits de femme peints à Rome et signés Ch Le Bayle sont conservés au musée Sarret de Grozon (Arbois).